# Wladimir Kovalevski
Wladimir Onufrievich Kovalevski (ou Kovalevsky, ou Kowalewsky) (2 de agosto de 1842 - 15 de abril de 1883) foi um paleontólogo russo e apoiador da Teoria da Seleção natural , proposta por Charles Darwin em 1859  . Foi irmão do embriologista russo Alexander Kovalevski e "casado" com a matemática russa Sofia Kovalevskaya.
Em 1873 publicou um estudo sobre a evolução dos ungulados,  no qual integrou de maneira inédita os dados do paleoambiente na interpretação da história evolutiva dos cavalos. Segundo Kovalevski, com a disseminação das gramíneas durante o Mioceno, pradarias se formaram, pressionando os ancestrais dos cavalos à evoluir um sistema locomotor mais eficiente. Tal pressão seletiva fez reduzir o número de dígitos (de cinco para um), provocou o alongamento das patas, tornando gradualmente os ancestrais dos cavalos mais velozes e cursores